# Beth Rattray
Beth Rattray ist eine neuseeländische Fußballschiedsrichterin.
Sie leitet Fußballspiele von Vereins- und Nationalmannschaften in Ozeanien und steht nicht auf der Liste der FIFA-Schiedsrichter.
Rattray wurde für die Ozeanienmeisterschaft 2022 in Fidschi nominiert, kam jedoch nicht als Hauptschiedsrichterin zum Einsatz.